# Johann Posselius, o Jovem
Johannes Posselius, o Jovem (Rostock, 10 de Junho de 1565 — Rostock, 20 de Junho de 1623) foi filólogo, helenista e reitor da Universidade de Rostock. Era filho de Johannes Posselius, o Velho (1528-1591) e seguiu o exemplo paterno estudando na Universidade de Rostock, tendo se matriculado para estudar Filosofia e Medicina. Depois de algum tempo mudou-se para a Universidade de Helmstedt e quando retornou a Rostock, obteve seu Mestrado em 1587.
Como seu pai, estudou o grego clássico e a literatura dos antigos. Em 1590 foi nomeado Reitor da Escola Latina de Flensburg. Com a morte de seu pai retornou para Rostock onde foi nomeado Professor de língua grega e dois anos depois foi convidado para o Conselho da Universidade de Rostock. Em 1599 foi nomeado Reitor da universidade e em 1605 reitor da Escola de Latim, em Rostock, cargo que ocupou até 1615. 

## Obras
- Apophthegmata Graecolatina - 1595
- Hesiodvs Analyticvs, Hoc est, Tabvlae Inventionis Et Dispositionis In Opvs Hesiodi Ergōn kai hēmerōn: a multis multum hactenus expetitae - 1600
- Syntaxis Graeca - 1602
- Aquilae cum corro Duellum - 1604
- Aquilae cum corro Duellum - 1604
- Parentalia exequialia piis Manibus ... Henrici Posselii - 1604
- Calligraphia oratoria linguae Graecae: ad proprietatem, elegantiam et copiam greaci sermonis parandam utilissima;. Cum indice ... duplice - 1605
- Calligraphia oratoria lingvae Graecae: ad proprietatem, elegantiam [et] copiam Graeci sermonis parandam vtilissima - 1615
- Institutio Hebraica Compendiosa - 1618
- Johannis Posselii Syntaxis Graeca utilissimis exemplis illustrata: accessit Doctrina de accentibus perspicua brevitate tradita - 1691
- Johannis Posselii Syntaxis Graeca utilissimis exemplis illustrata: accessit Doctrina de accentibus perspicua brevitate tradita - 1691
- Epistolae et evangelia sacra - 1718
- Graeca hexasticha anniversaria - 1725
- Hércules de Xenofonte
- Familiarium colloquiorum libellus
- Hécuba de Eurípides
- „de bello Antiturcico Oratio“